# Iñaki Azkuna
Iñaki Azkuna Urreta (14 février 1943 – 20 mars 2014) est une personnalité politique espagnole. Il faisait partie du Parti nationaliste basque. Il a été maire de la ville de Bilbao, de 1999 jusqu'à sa mort.

## Distinctions
Le 28 janvier 2011, Alain Juppé déclara Iñaki Azkuna, officier de l'ordre national de la Légion d'honneur,.
En 2012, Azkuna a remporté le World Mayor Award, récompensant les maires les plus remarquables du monde.